# Prażma
Prażma (Diplodus annularis) – gatunek ryby z rodziny prażmowatych.

## Występowanie
Wschodni Atlantyk od Wysp Kanaryjskich po Bretanię oraz Morze Śródziemne i Morze Czarne.
Żyje w wodach przybrzeżnych do 90 metrów głębokości.

## Opis
Dorasta do 24 cm długości. Duża czarna plama przy trzonie ogonowym oraz przy nasadzie płetw piersiowych. Płetwy brzuszne żółte.